# Богуславецька сільська рада
Богусла́вецька сільська́ ра́да — колишня адміністративно-територіальна одиниця та орган місцевого самоврядування в Золотоніському районі Черкаської області. Адміністративний центр — село Богуславець.

## Загальні відомості
- Населення ради: 864 особи (станом на 2001 рік)

## Населені пункти
Сільській раді були підпорядковані населені пункти:
- с. Богуславець

## Склад ради
Рада складалася з 12 депутатів та голови.
- Голова ради:
- Секретар ради: Недолуга Оксана Семенівна

### Керівний склад попередніх скликань
| Прізвище, ім'я, по батькові | Основні відомості                                                                                   | Дата обрання | Дата звільнення |
| --------------------------- | --------------------------------------------------------------------------------------------------- | ------------ | --------------- |
| Головко Віктор Петрович     | Сільський голова, 1965 року народження, освіта середня спеціальна, член Української Народної Партії | 26.03.2006   | 31.10.2010      |
| Головко Віктор Петрович     | Сільський голова, 1965 року народження, освіта середня спеціальна, безпартійний                     | 31.10.2010   | 05.11.2014      |

Примітка: таблиця складена за даними сайту Верховної Ради України

### Депутати
За результатами місцевих виборів 2010 року депутатами ради стали:

#### За суб'єктами висування
| Суб'єкт висування | Кількість обраних депутатів | %    |
| ----------------- | --------------------------- | ---- |
| Самовисування     | 11                          | 91,7 |
| Партія регіонів   | 1                           | 8,3  |

#### За округами
| № округу        | Прізвище, ім'я, по батькові  | Дата визнання обраним | Освіта  | Партійна приналежність                | Відомості про обраного депутата                     |
| --------------- | ---------------------------- | --------------------- | ------- | ------------------------------------- | --------------------------------------------------- |
| Партія регіонів |                              |                       |         |                                       |                                                     |
| 3               | Москаленко Тетяна Миколаївна | 01.11.2010            | вища    | член Партії регіонів                  | Богуславецький навчально-виховний комплекс, вчитель |
| Самовисування   |                              |                       |         |                                       |                                                     |
| 1               | Полегенька Таміла Миколаївна | 01.11.2010            | вища    | позапартійна                          | Сільська рада, бухгалтер                            |
| 2               | Гмиря Людмила Олександрівна  | 01.11.2010            | вища    | позапартійна                          | Богуславецька навчально-виховний комплекс, вчитель  |
| 4               | Лисенко Віра Василівна       | 01.11.2010            | середня | позапартійна                          | СТОВ Прогрес, бухгалтер                             |
| 5               | Недолуга Оксана Семенівна    | 01.11.2010            | середня | позапартійна                          | Сільська рада, секретар                             |
| 6               | Кобець Григорій Миколайович  | 01.11.2010            | середня | позапартійний                         | СТОВ Прогрес, електромонтер                         |
| 7               | Поліванова Тетяна Миколаївна | 01.11.2010            | середня | позапартійна                          | Богуславецький навчально-виховний комплекс, вчитель |
| 8               | Хабно Микола Олексійович     | 01.11.2010            | середня | позапартійний                         | Золотоніська дослідна станція, охоронець            |
| 9               | Головко Олена Олександрівна  | 01.11.2010            | середня | позапартійна                          | Сільська рада, землевпорядник                       |
| 10              | Хабно Петро Миколайович      | 01.11.2010            | середня | позапартійний                         | СТОВ Прогрес, бригадир тракторної бригади           |
| 11              | Логвінов Ігор Володимирович  | 01.11.2010            | середня | позапартійний                         | СТОВ Прогрес, ветлікар                              |
| 12              | Крись Ганна Михайлівна       | 01.11.2010            | середня | член Політичної партії «Наша Україна» | Магазин «Ірина», продавець                          |

## Природно-заповідний фонд
На землях сільради розташована ботанічна пам'ятка природи місцевого значення Липа Максимовича.